# Oxygen (Baptiste Giabiconi)
Oxygen è l'album di debutto del modello e cantante francese Baptiste Giabiconi, pubblicato il 24 settembre 2012 dall'etichetta My Major Company. L'album è cantato in lingua inglese, ad eccezione per il brano Speed of light (L'amour et les étoiles) che è in inglese con alcune parti in francese. L'album è stato prodotto da Pete Boxta Martin e registrato a Londra. È entrato direttamente alla prima posizione della classifica Syndicat national de l'édition phonographique degli album più venduti in Francia il 30 settembre 2012.

## Tracce
1. One Night in Paradise
2. Unfixable
3. Oxygen
4. Sliding Doors
5. Speed of light (L'amour et les étoiles)
6. Tomorrow
7. Lightyear
8. In the Middle of Nowhere
9. Bring Me Some Flowers
10. Nobody Told Me
11. This Ain't Love
12. New York

## Classifiche
| Classifica (2012)   | Posizione massima |
| ------------------- | ----------------- |
| French Albums Chart | 1                 |